# Thunderbirds de l'UCB
Les Thunderbirds de l'UCB (anglais : UBC Thunderbirds) sont un club omnisports universitaire représentant l'Université de la Colombie-Britannique (UCB) à Vancouver, Canada.

## Équipes universitaires

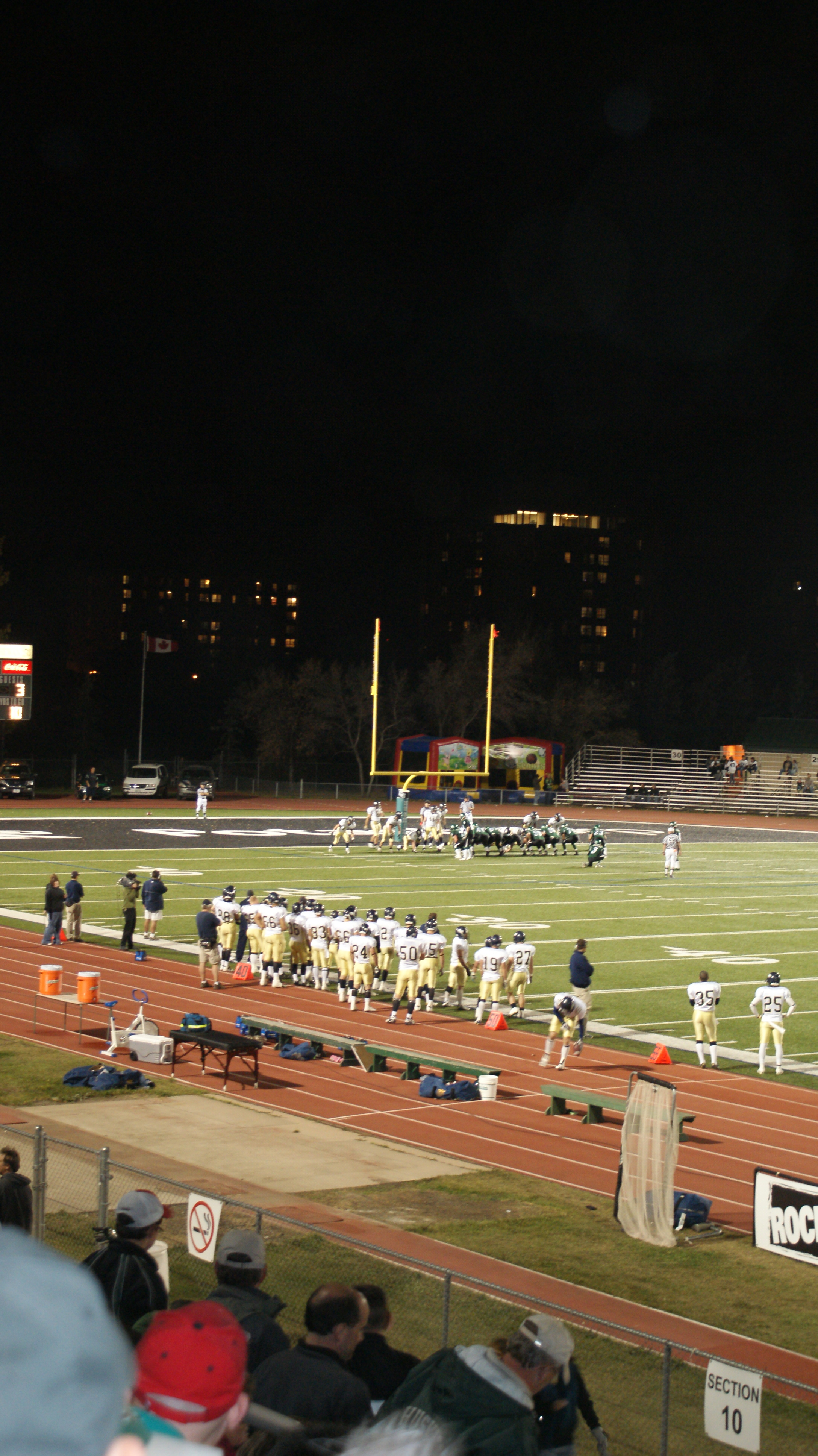
Un match de football canadien entre les Thunderbirds et les Huskies de la Saskatchewan.

La majorité des équipes universitaires des Thunderbirds évoluent dans le Sport interuniversitaire canadien, mais les équipes de golf, d'athlétisme et de cross-country évoluent dans la National Association of Intercollegiate Athletics.
- Athlétisme (M/F)
- Aviron (M/F)
- Baseball (M)
- Basket-ball (M/F)
- Cross-country (M/F)
- Football (M/F)
- Football canadien (M)
- Golf (M/F)
- Hockey sur gazon (M/F)
- Hockey sur glace (M/F)
- Natation (M/F)
- Rugby (M/F)
- Volley-ball (M/F)

### Révision des sports interuniversitaires
En 2011, la UCB a décidé de rester un membre du SIC au lieu de faire une demande d'adhésion à la NCAA. En 2012, Stephen Toope, le président de la UCB, a lancé une « Révision des sports (interuniversitaires) »(anglais : Sport Review) afin d'économiser les fonds et les sauvegarder pour les équipes les plus compétitives. La révision est fini en 2014 et cinq anciennes équipes universitaires sont reléguées au statut de «clubs de compétitions» (anglais : competitive clubs):
- Ski alpin (M/F)
- Ski nordique (M/F)
- Balle-molle (F)

Les clubs de compétitions peuvent utiliser le surnom « Thunderbirds », mais ils ne peuvent pas évoluer dans le SIC ou dans la NAIA. Ils ont aussi besoin de collecter son propre argent afin d'offrir de bourses sportives à ses athlètes.

## Équipements sportifs

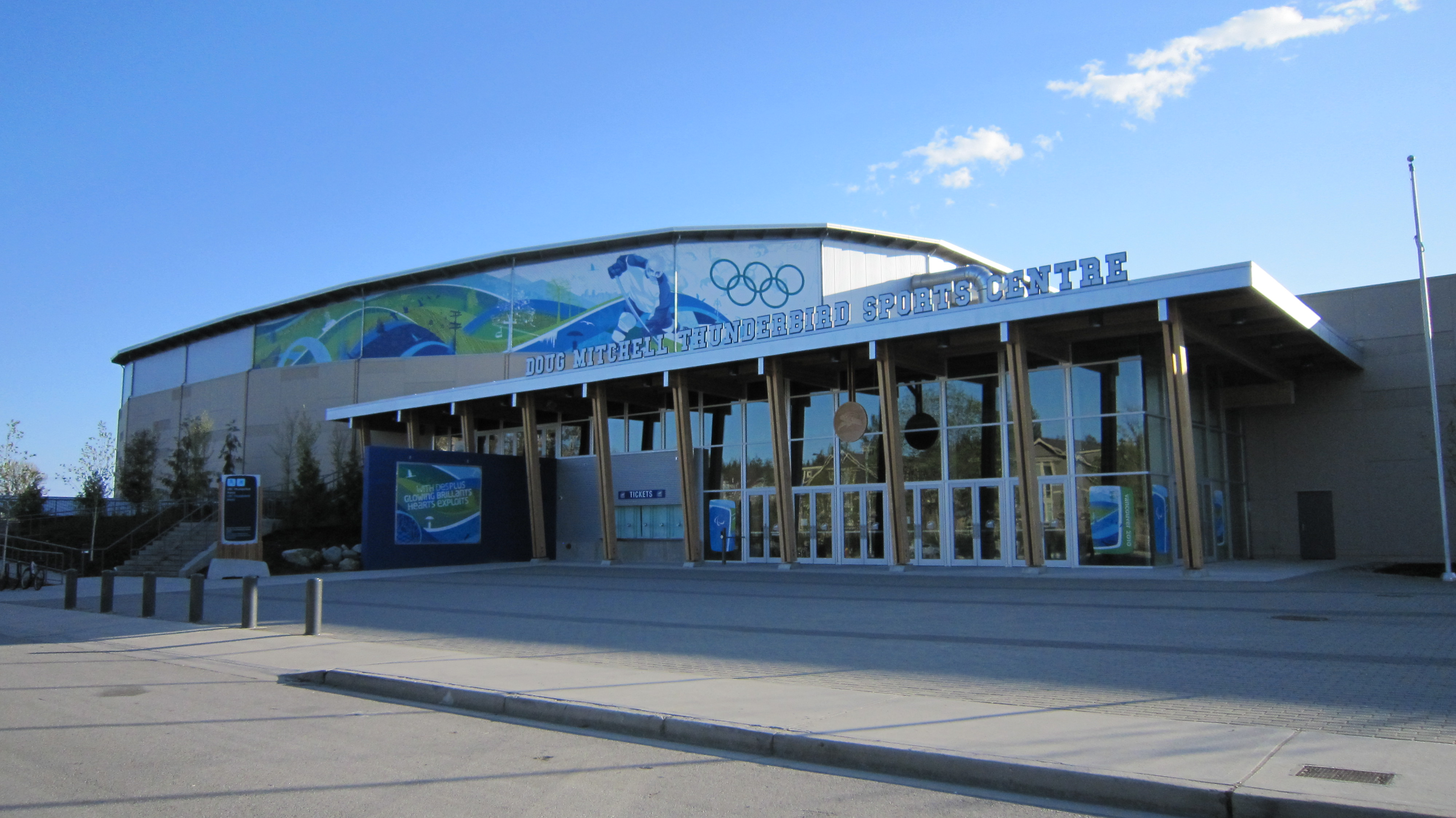
Centre sportif Doug Mitchell Thunderbird pendant les Jeux olympiques d'Hiver de 2010.

### Stade Thunderbird
Le Stade Thunderbird est le stade multifonction le plus grand des Thunderbirds. Il est le domicile des équipes de soccer, de l'équipe de football masculin et des équipes de rugby. Il a aussi été le domicile des Whitecaps FC 2, l'équipe réserve des Whitecaps de Vancouver, en United Soccer League.

### Centre sportif Doug Mitchell Thunderbird
Le Centre sportif Doug Mitchell Thunderbird (appelé « UBC Winter Sports Centre » pendant les Jeux olympiques d'hiver de 2010) est le domicile des équipes de hockey sur glace. Pendant les Jeux olympiques d'hiver de 2010, il a aussi accueilli des matches de hockey sur glace et de hockey sur luge pour les Jeux olympiques.

### War Memorial Gym
Le War Memorial Gym est le domicile des équipes de basket-ball et des équipes de volley-ball.

### Parc Thunderbirds
Le Parc Thunderbird est un parc multi-sport qui rassemble plusieurs de terrains sportifs, dont l'Anneau Rashpal Dhillon de l'Athlétisme, qui est le domiciles des équipes de l'athlétisme. Le Parc Thunderbird fait aussi partie du Centre national de Développement de Soccer, dirigé par les Whitecaps de Vancouver.

### Stade Nat Bailey
Le Stade Nat Bailey est un stade de baseball partagé par l'équipe de baseball masculin des Thunderbirds et les Canadiens de Vancouver, une équipe professionnelle de baseball affiliée aux Blue Jays de Toronto.